# Kate Mosse
Kate Mosse (ur. 20 października 1961) – angielska pisarka i prezenterka, laureatka konkursu British Book Awards za powieść Labirynt.

## Życiorys
Kate urodziła się w hrabstwie West Sussex. Uczęszczała do szkoły średniej Chichester High School oraz New College w Oksfordzie. Po zakończeniu edukacji przez siedem lat zajmowała się działalnością wydawniczą. 
W 1996 wydała swoją pierwszą powieść, Eskimo Kissing (pl. Eskimoskie całowanie), o młodej, adoptowanej kobiecie szukającej swojego pochodzenia. Następnym utworem pisarki był thriller Crucifix Lane wydany w 1998. W latach 1998-2000 obejmowała stanowisko dyrektora wykonawczego teatru Chichester Festival Theatre. W międzyczasie zaangażowała się do pracy badawczej nad swoją przyszłą powieścią. W 2005 pisarka odniosła międzynarodowy sukces ze swoją powieścią przygodową Labirynt, osadzoną w realiach średniowiecza i współczesnych.
Kate jest również prezenterem telewizyjnym w BBC 4, gdzie prowadzi literacki talk show Readers' and Writers' Roadshow. W 1996 była jednym z fundatorów-założycieli corocznej nagrody literackiej Orange Prize for Fiction; Kate jest honorowym dyrektorem kapituły konkursu. W 2000 została okrzyknięta Europejską Kobietą Sukcesu za wkład w sztukę.
W 2006 Kate Mosse wygrała nagrodę British Book Award za swoją powieść Labirynt w kategorii "Richard & Judy's Best Read". Nagrodzona powieść została wydana w 2005 i doczekała się ponad 37 tłumaczeń. W październiku 2007 opublikowała swoją następną powieść Grobowiec. W lutym 2008 pojawiła się podczas debaty traktującej o moralności, The Big Questions (pl. Duże Pytania) na antenie BBC One.
Kate poślubiła starego kolegę ze szkoły Grega Mosse, po tym jak spotkała go przypadkowo po dwudziestu latach w pociągu. Mosse żyje ze swoim mężem i dziećmi, Marthą i Felixem, w West Sussex i Carcassonne.